# Перший інформаційний кавказький
Перший Інформаційний Кавказький (рос. Первый Информационный Кавказский) — грузинський російськомовний телеканал новин, який вів мовлення у 2010—2012 роках. Мовлення каналу почалося 4 січня 2010 року о 19:00 за тбіліським часом.
Більшість програм телеканалу складали інформаційні програми, новини з Грузії, а також з Росії та світу. Канал виходив через супутник і інтернет
Мовлення з супутника Hot Bird @ E13 (Транспондер: 65, частота на прийом: 12015 Mhz, Поляризація: Лінійна горизонтальна (H), Символьная швидкість: 27500 Мсимв, Fec:3/4).

## Джерела

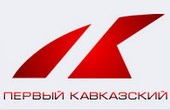
Логотип каналу з 2010 по 2011 рік

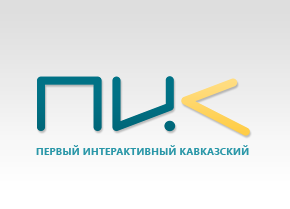
Логотип каналу з 2011 по 2012 рік